# Blas Riquelme

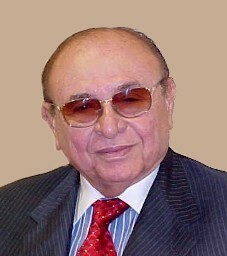
Blas Riquelme, 2003

Blas Nicolás Riquelme Centurión (* 3. Februar 1929 in Lambaré; † 2. September 2012 in Asunción) war ein paraguayischer Großgrundbesitzer, Politiker und Unternehmer.

## Leben
Blas Riquelme war der Sohn von Higinia Centurión und Víctor Bernardino Riquelme (* 1896 in Asunción; † 1976). Sein Großvater Marcos Riquelme gründete mit Bernardino Caballero die Partido Colorado. Er hatte zwei Brüder und vier Schwestern. Mit sieben Jahren starb die Frau seines Vaters und die Familie siedelte sich in Lambaré an.
1975 unter Alfredo Stroessner erhielt die Campos Morombí S.A.C. y Agropecuaria, ein Unternehmen von Blas N. Riquelme, Latifundien im Bezirk von Curuguaty, im Departamento Canindeyú.
1985 ließ Riquelme bei Itakyrý, Departamento Alto Paraná über hundert Mbyá aus ihrer Ansiedlung bei Paso Romero von seinem 75 000 Hektar großen Anwesen räumen.
Riquelme wurde unter Andrés Rodríguez Vizepräsident, seine Cervecería Asuncion SA, der Grupo Riquelme braut seit 1978 nach dem Reinheitsgebot, während der Stroessner-Clan durch die Cervecería Paraguaya SA (CERVEPAR) Pilsen und Bremen Bierbrauer unterstützt wurde. Riquelme war bis 1996 ein Gefolgsmann und Förderer von Lino Oviedo. Von 1990 bis 1994 war er Vorsitzender der Partido Colorado (Paraguay). Seit 2002 war er Vorsitzender des Coloradismo Democratico. Riquelme fungierte als Vorsitzender der Handelskammer und zwei Amtsperioden als Senator.
Blas Riquelme verstarb am 2. September 2012 in Asunción in der Folge eines Hirnschlags.

## Kampf derLandlosenim Jahre 2012
Im Juni 2012 wurden bei einer gewaltsamen Räumungsaktion, die gegen landlose Bauern gerichtet war, auf einem Stück Land im Besitz des früheren Senators Blas Riquelme die Leichen zweier Bauern entdeckt. Während der weiteren Aktionen wurden mindestens neun Landlose und sechs Polizisten getötet. Die politische Krise nach dem Massaker führte zur Ablösung des bisherigen Innenministers von Paraguay. Sein Nachfolger, der frühere Generalstaatsanwalt Rubén Candia Amarilla, hat die illegale Gruppierung „Paraguayisches Volksheer“ (EPP) verdächtigt, die Landlosen aufgestachelt oder gar bewaffnet zu haben.